# Großneuses
Großneuses ist ein Gemeindeteil der Stadt Höchstadt an der Aisch im Landkreis Erlangen-Höchstadt (Mittelfranken, Bayern). Großneuses liegt in der Gemarkung Schwarzenbach.

## Geografie
Östlich des Dorfes entspringt bei den Gucks- und Kirchenweihern der Schwarzenbach, ein rechter Zufluss der Aisch. Im Osten grenzt der Bürgerwald an. Die Staatsstraße 2263 verläuft nach Boxbrunn (1,3 km südlich) bzw. an Kleinneuses vorbei nach Höchstadt zur Bundesstraße 470 (3,3 km nördlich). Eine Gemeindeverbindungsstraße führt nach Lappach (1,5 km nordwestlich).

## Geschichte
Der Zehnt des Ortes gehörte 1326 dem Katharinenkloster zu Bamberg. 1497 wurde dort ein Weinberg „an der Kaufleiten“ erwähnt.
im Dreißigjährigen Krieg wurde der Ort verwüstet.
Gegen Ende des 18. Jahrhunderts gab es in Großneuses 9 Anwesen. Das Hochgericht übte das bambergische Centamt Höchstadt aus. Grundherren waren die Reichsstadt Nürnberg (Landesalmosenamt-Vogtei Lonnerstadt: 1 Hof; Spitalamt: 1 Hof), der Nürnberger Eigenherr von Imhoff (2 Güter), die Schönborn’sche Herrschaft Pommersfelden (3 Güter), das Rittergut Weingartsgreuth (2 Höfe). Die Dorf- und Gemeindeherrschaft wurde ganerblich ausgeübt.
Im Rahmen des Gemeindeedikts wurde Großneuses dem 1808 gebildeten Steuerdistrikt Sterpersdorf zugewiesen. Es gehörte zur 1818 gegründeten Ruralgemeinde Schwarzenbach. In der freiwilligen Gerichtsbarkeit unterstanden 2 Anwesen dem Patrimonialgericht Pommersfelden (bis 1848) und 2 Anwesen dem Patrimonialgericht Weingartsgreuth (bis 1848).
Am 1. Mai 1978 wurde Großneuses im Zuge der Gebietsreform in die Stadt Höchstadt an der Aisch eingegliedert.

### Einwohnerentwicklung
| Jahr      | 001819 | 001861 | 001871 | 001885 | 001900 | 001925 | 001950 | 001961 | 001970 | 001987 |
| Einwohner | 65     | 67     | 64     | 65     | 56     | 45     | 74     | 55     | 54     | 45     |
| Häuser    |        |        |        | 12     | 10     | 8      | 8      | 10     |        | 12     |
| Quelle    | [ 9 ]  | [ 10 ] | [ 11 ] | [ 12 ] | [ 13 ] | [ 14 ] | [ 15 ] | [ 16 ] | [ 17 ] | [ 1 ]  |

## Religion
Seit der Reformationszeit war der Ort gemischt konfessionell und es gab Streit zwischen den Pfarransprüchen Höchstadts und der neu gebildeten protestantischen Pfarrei Lonnerstadt, was schließlich 1701 durch einen Vertrag geklärt wurde.